# Glundner Käse

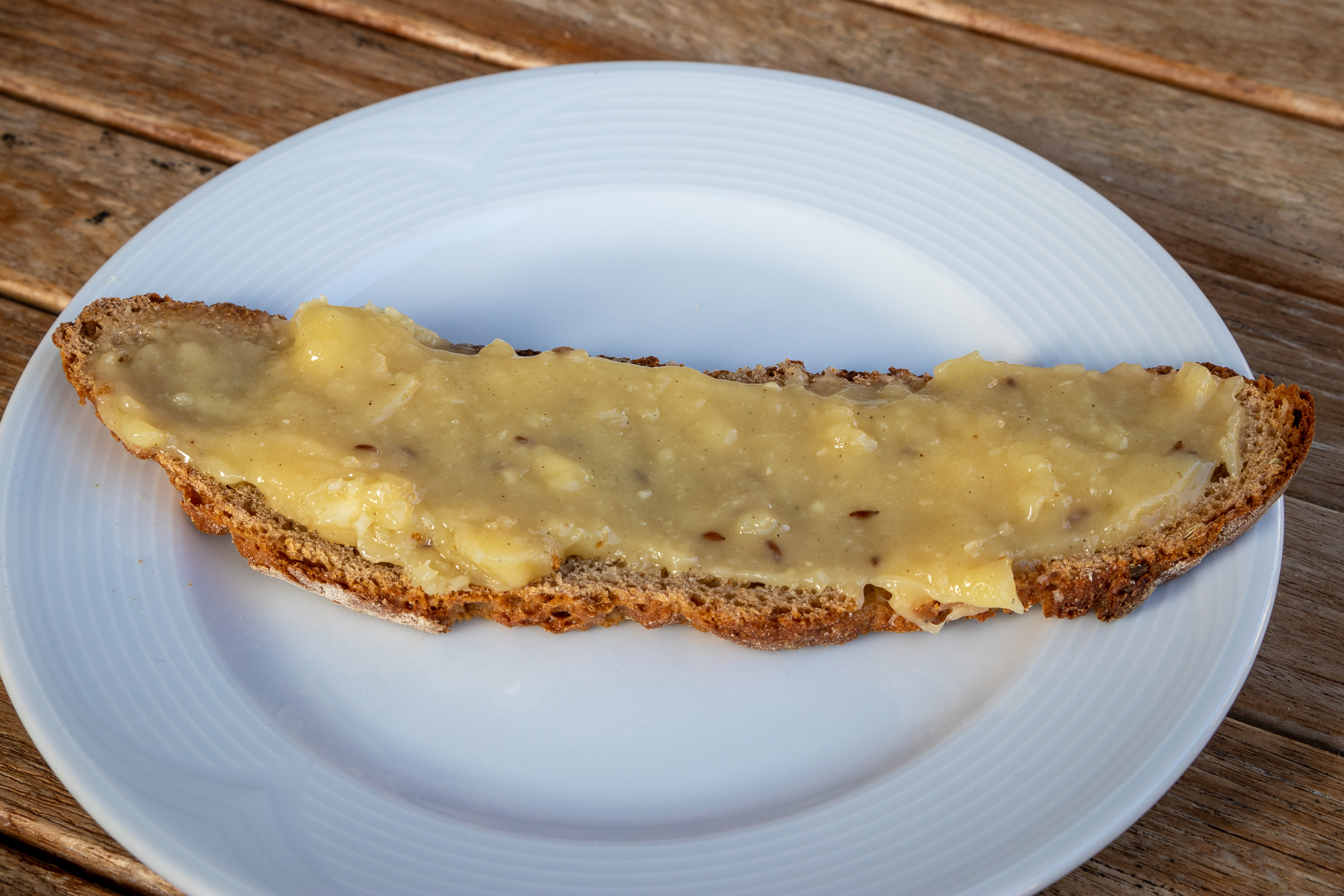
Glundner Käse auf Brot

Glundner Käse oder Gelundener Käse ist eine Kärntner Spezialität und gehört zur Sorte der streichfähigen Kochkäse. Im Kärntnerischen wird er auch als Glundner Kas [glúntnə(r)] bezeichnet.
Ein ähnlicher Käse ist der sog. Hårbe (auch harber Kas), der aber nicht gekocht, sondern getrocknet wird. Traditionell wird er zum Butterbrot gegessen.
Diese Käseart wird auch im Register der Traditionellen Lebensmittel geführt.

## Zubereitung
Reifer Bröseltopfen (Quark) wird in einer Pfanne gelunden (vom bair. linden „rösten“) und unter Zugabe von Gewürzen (Salz, Kümmel, Pfeffer) zu gelundenem Käse. Zum Reifen wird der Bröseltopfen mehrere Tage an einen warmen Ort gestellt. Traditionell spricht man dabei vom „Abfaulen“. Je reifer der Glundner, desto kräftiger ist er im Geschmack. In Kärnten wird er traditionell zur Jause mit einem Roggensauerteigbrot serviert, oft mit Salami.